# 曲柄

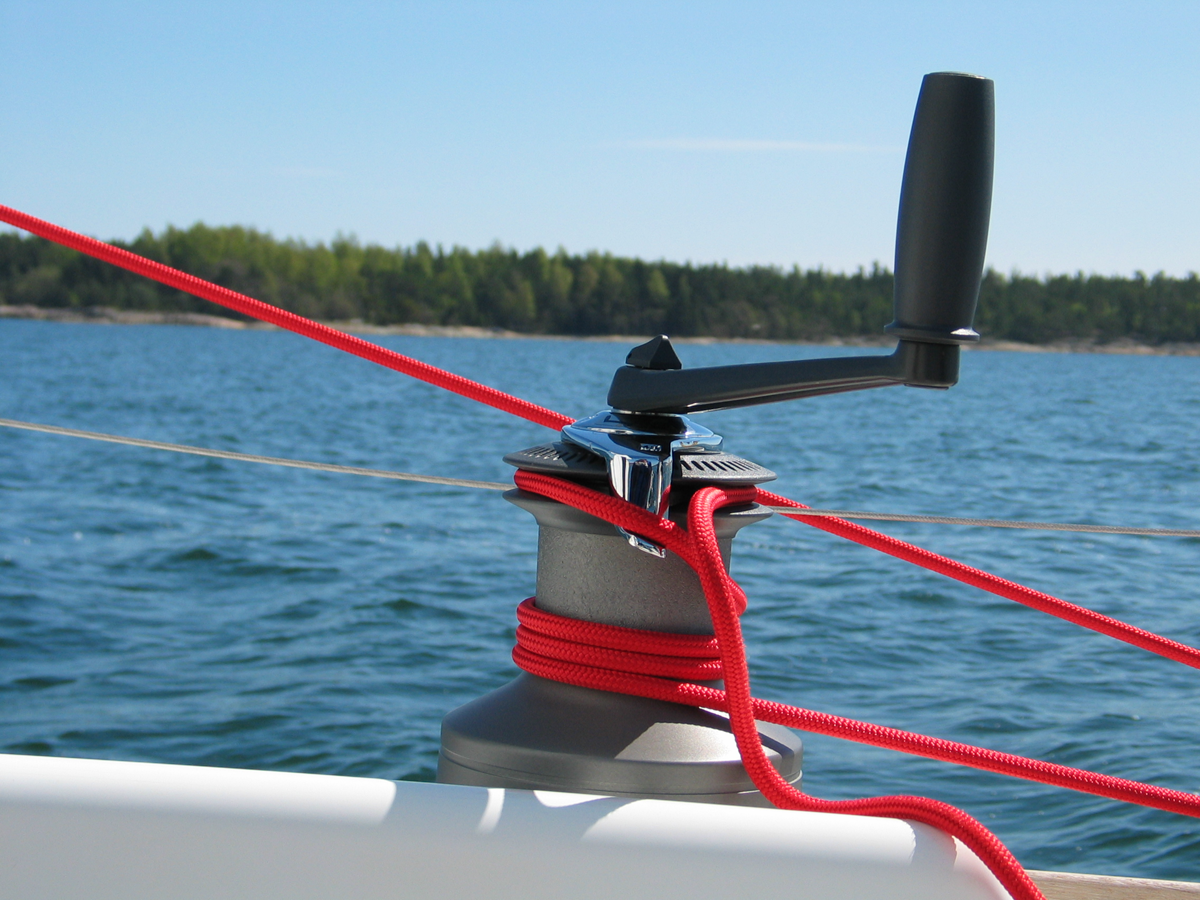
安裝在帆船绞盘上的曲柄

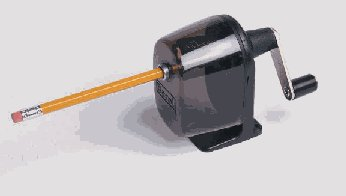
卷笔刀上的曲柄

曲柄是垂直安裝於可旋转轴的一種長條形部件，人們可以通过曲柄将圓周運動传递到轴上或通过曲柄來感受到軸的圓周運動。不過曲柄不一定是額外安裝的部件，也可以是轴的弯曲部分（即軸的一部分為水平狀態，另一部分為垂直狀態，垂直狀態的軸可視為曲柄）。曲柄的一端連接軸，另一端又有垂直於曲柄的桿，一般此種桿被稱為連桿。